# 創意電子
創意電子股份有限公司（英語：GLOBAL UNICHIP CORP.），簡稱創意電子，是一家總部位於台灣新竹的無晶圓廠特定應用積體電路（ASIC）公司，成立於1998年。2003年，台積電轉投資創意電子，成為最大股東。

## 歷史
由智原科技總經理石克強，鈺創科技董事長盧超群，國立清華大學研發長林永隆，三人於1997年共同創辦，公司成立於1998年1月22日。

## 外部連結
- 官方網站 （页面存档备份，存于）